# Omiroúpoli
Le dème d'Omiroúpoli, en grec moderne : Δήμος Ομηρούπολης / Dímos Omiroúpolis, est un ancien dème sur l'île de Chios, en Égée-Septentrionale, Grèce. Depuis 2010, il est fusionné au sein du dème de Chios.
Selon le recensement de 2011, la population du dème s'élève à 7 527 habitants.